# 結構化遊戲治療
結構化遊戲治療，也稱為發洩遊戲治療（Release Play Therapy），是一種針對兒童的心理治療方式，是遊戲治療的一種。是在1930年代由David Levy提出，是針對30年代對由經歷特別壓力狀況的兒童所設計出來的理論。到了1950年代由Gove Hambidge發揚David Levy的理論，正名為結構化遊戲治療。這個過程中包含直接引發情境，玩出這個情境，讓經歷特別壓力狀況的兒童，能自由自在的遊戲，從這過程中得到回復的效果。

## 理論
David Levy認為治療者主要是做情境的切換，來幫助經歷特別壓力狀況的兒童，用選定玩具來重新創造激起治療兒童的焦慮反應的過程。在一開始可以讓治療的兒童先自由地遊戲來熟悉情境和治療者，由治療者決定控制引起壓力的情境，重新經歷創痛事件讓治療的兒童來宣洩傷痛和負面情感。治療的兒童不是單方面的被動接受者，而會治療過程中會轉變成主動的行動者，治療者主要是治療過程中得到語言或非語言反應給兒童知道。

## 發洩遊戲治療者活動模式
1. 丟擲東西或打破氣球來發洩行為，或者是吸奶瓶得到滿足
2. 在標準化情境發洩調感情，像是嬰兒在母親胸前激起嬰兒兄弟的競爭情緒
3. 創造出一個特定的遊戲情境，讓兒童再次面對經歷的壓力，來宣洩情緒

## 資料來源
1. 遊戲治療 建立關係的藝術(Play Therapy The Att of the Relationship) edited byGarry L.Landreth
2. Heidi Gerard Kaduson, Charles E. Schaefer. . 台北: 張老師文化. 2000. ISBN 9576934613.
3. 遊戲治療實務指南(Play Therapy in Action A Casebook For Practitioners) edited by Terry Kottman,Ph.D. and Charles Schaefer,Ph.D.
4. Alexander.E(1964).School cebtered play-therapy program.personnel and Guidance Journal
5. Allan.J & Berry.P(1987).Sandplay.Special .Special Issue:Counseling with expssive arts.Elementary School Guidance and Counseling